# 東松山郵便局
東松山郵便局（ひがしまつやまゆうびんきょく）は埼玉県東松山市にある郵便局。民営化前の分類では集配普通郵便局であった。

## 概要
住所：〒355-8799 埼玉県東松山市本町2-10-27

### 分室
分室はなし。過去に存在した分室は以下のとおり。
- 本町分室 - 1956年（昭和31年）に廃止。

## 沿革
- 1872年（明治5年）8月4日 - 松山郵便取扱所として開設[1]。
- 1875年（明治8年）1月1日 - 松山郵便局（五等）となる[1]。
- 1880年（明治13年） - 為替取扱を開始[1]。
- 1881年（明治14年） - 貯金取扱を開始[1]。
- 1897年（明治30年）3月1日 - 松山郵便電信局となる[1]。
- 1903年（明治36年）4月1日 - 通信官署官制の施行に伴い松山郵便局となる[1]。
- 1947年（昭和22年）12月16日 - 特定郵便局から普通郵便局に局種別改定[2]、武蔵松山郵便局に改称[3]。
- 1948年（昭和23年）12月16日 - 本町分室を設置[4]。
- 1954年（昭和29年）9月1日 - 東松山郵便局に改称[5]。
- 1956年（昭和31年）4月22日 - 本町分室を廃止。
- 1956年（昭和31年）11月1日 - 電話通話および和文電報受付事務の取扱を開始。
- 1978年（昭和53年）8月7日 - 東松山市材木町から同市本町二丁目に移転。
- 1999年（平成11年） - 外国通貨の両替および旅行小切手の売買に関する業務取扱を開始。
- 2007年（平成19年）10月1日 - 民営化に伴い、併設された郵便事業東松山支店に一部業務を移管。
- 2012年（平成24年）10月1日 - 日本郵便株式会社発足に伴い、郵便事業東松山支店を東松山郵便局に統合。

## 取扱内容
- 郵便、印紙、ゆうパック、内容証明
- 貯金、為替、振替、振込、国際送金、外貨両替・トラベラーズチェック、国債、投資信託
- 生命保険、バイク自賠責保険、自動車保険、変額年金保険
- ゆうちょ銀行ATM
- 東松山市内および比企郡滑川町内の集配業務
- 吉見郵便局の集配業務（元郵便事業東松山支店吉見集配センター）の統轄
- ゆうゆう窓口

## 周辺
- 下沼公園
- 東松山市立図書館
- イトーヨーカドー東松山店
- 国道407号

## アクセス
- 東武東上線 東松山駅から徒歩約5分
- 東武バス、川越観光バス、国際十王バス 東松山駅入口停留所
- 関越自動車道 東松山ICから北東に約3km
- 駐車場あり：17台